# Quản lý phụ tùng
Quản lý phụ tùng dịch vụ là thành phần chính của quy trình quản lý dịch vụ chiến lược hoàn chỉnh mà các công ty sử dụng để đảm bảo rằng phụ tùng và nguồn lực phù hợp ở đúng nơi (nơi có bộ phận bị hỏng) vào đúng thời điểm.
Phụ tùng thay thế, là các bộ phận phụ có sẵn và gần với một vật dụng chức năng, chẳng hạn như ô tô, thuyền, động cơ, mà chúng có thể được sử dụng để sửa chữa.

## Xem xét khía cạnh kinh tế
Phụ tùng đôi khi được coi là không kinh tế vì:
- các bộ phận có thể không bao giờ được sử dụng
- các bộ phận có thể không được lưu trữ đúng cách, dẫn đến lỗi
- duy trì hàng tồn kho phụ tùng có chi phí liên quan
- các bộ phận có thể không có sẵn khi cần từ một nhà cung cấp

Nhưng không có phụ tùng trong tay, mức độ hài lòng của khách hàng của công ty có thể giảm nếu khách hàng phải chờ quá lâu để sản phẩm của họ được sửa chữa. Do đó, các công ty cần lập kế hoạch và sắp xếp hàng tồn kho các bộ phận dịch vụ và lực lượng lao động để đạt được mức độ hài lòng của khách hàng tối ưu với chi phí tối thiểu.

## Khía cạnh người dùng
Người sử dụng vật phẩm, có thể yêu cầu các bộ phận, có thể bỏ qua các cân nhắc kinh tế vì:
- chi phí không phải của người dùng mà là của nhà cung cấp
- tỷ lệ thất bại cao của một số thiết bị
- sự chậm trễ trong việc lấy một phần từ nhà cung cấp hoặc phòng cung cấp, dẫn đến mất điện máy
- để có các bộ phận trong tay đòi hỏi ít " giấy tờ " hơn khi các bộ phận đột nhiên cần thiết
- về sự thoải mái về tinh thần, nó cung cấp cho người dùng trong việc biết các bộ phận có sẵn khi cần
- Các bộ phận không kinh tế để được sửa chữa, nghĩa là nó rẻ hơn để loại bỏ hơn là sửa chữa nó

## Thỏa hiệp hiệu quả chi phí
Trong nhiều trường hợp mặt hàng không ổn định, có thể đạt được sự thỏa hiệp giữa chi phí và xác suất thống kê. Vài ví dụ:
- một chiếc ô tô mang lốp "bánh rán" ít chức năng hơn thay thế cho lốp tương đương về chức năng.
- một thành viên trong gia đình mua thêm bóng đèn vì có thể một trong những đèn trong nhà cuối cùng sẽ bị cháy và cần phải thay thế.
- một người dùng máy tính sẽ mua một ram giấy máy tính thay vì một tờ tại một thời điểm.
- một đội đua xe sẽ đưa một động cơ khác đến trường đua "phòng khi cần".
- một con tàu mang "phụ tùng" cho động cơ của nó trong trường hợp hỏng hóc trên biển.

## Các biện pháp hiệu quả
Hiệu quả của hàng tồn kho phụ tùng có thể được đo lường bằng các số liệu như tỷ lệ lấp đầy và tính sẵn có của mục cuối.